# L'esperienza interiore
L'esperienza interiore è un libro scritto nel 1943 e rimaneggiato nel 1954 da Georges Bataille e pubblicato presso Gallimard, come prima parte del progetto La Somme athéologique.
Nella nuova ed. del 1954, l'autore vi ha aggiunto Méthode de méditation (1947) e un Post-Scriptum (1953).

## Edizioni italiane
- Georges Bataille, L'esperienza interiore, trad. di Clara Morena Bari, Dedalo, 1978; 20022, con postfazione di Enrico Ghezzi ISBN 88-220-6247-7